# Новобританская альциона
Новобританская альциона (лат. Todiramphus albonotatus) — вид птиц семейства зимородковых. Подвидов не выделяют. Эндемик острова Новая Британия.

## Описание
Новобританская альциона достигает длины 16—18 см, масса тела у одного исследованного самца составила 32 г. Верхняя часть головы голубая с легким бирюзовым оттенком. От основания клюва через глаза вокруг головы проходит узкая чёрная полоса. Над уздечкой располагается белое пятно. Крылья и короткий хвост тёмно-синие, остальная часть тела белая. Клюв чёрный, основание подклювья рогового цвета. Ноги серовато-чёрные. Радужки тёмно-коричневые. Наблюдается небольшой половой диморфизм. У самок нижняя часть спины и надхвостье тёмно-синие. Молодь более тусклая; белые части оперения с охристым оттенком; верхние кроющие перья крыльев также охристые.
Крик представляет собой быстрое нисходящее «kee-ku-ko-ko» или трель «ki-ki-ki-ki-ki».

## Распространение, места обитания и биология
Новобританская альциона является эндемиком острова Новая Британия, самого крупного острова архипелага Бисмарка (Папуа — Новая Гвинея). Обитает в первичных вечнозеленых тропических лесах, преимущественно в холмистой местности, а также во вторичных лесах, нарушенных и вырубленных лесах, на лесных опушках и полянах. Встречается от уровня моря до 1000 м над уровнем моря.
Новобританская альциона большую часть времени проводит в верхней части кроны, но в поисках добычи опускается ниже. Питается крупными насекомыми, включая сверчков и кузнечиков. Биология размножения практически не исследована. Период размножения длится с августа по октябрь. Гнездится в древесных термитниках, расположенных на высоте около 2 м от земли. Обе родительские птицы роют туннель, заканчивающийся гнездовой камерой. В кладке 2—3 яйца.